# Groupe de monuments bouddhistes de Guntupalli
Le groupe de monuments bouddhistes Guntupalle ou Guntupalli est situé près de Kamavarapukota, dans le district d'Eluru, dans l'État d'Andhra Pradesh en Inde. Il est environ 40 km d'Eluru.
La partie creusée dans la roche du site comprend deux grottes bouddhistes, une salle chaitya et un grand groupe de stupas.
La salle chaitya possède une rare entrée en pierre sculptée reproduisant l'architecture en bois, une version plus simple de celle de la grotte Lomas Rishi.
Il y a des vestiges de bâtiments structurels en brique et en pierre, y compris les restes de deux vihara en brique, ainsi que des grottes fouillées sur deux niveaux, dont une salle chaitya à la structure inhabituelle (c'est-à-dire construite au-dessus du sol). Le noyau de celui-ci est constitué du stupa en pierre entouré d'un chemin fermé permettant le parikrama rituel (circumambulation). Ils datent pour la plupart d'une période allant du IIIe au Ier siècle avant notre ère. Quelques sculptures ont été ajoutées plus tard. Le bâtiment principal est en brique, autour d'un stupa en pierre, avec plus de 30 stupas plus petits disposés sur une terrasse. On trouve aussi les ruines de deux autres bâtiments.
Lors des fouilles, trois cercueils reliquaires ont été découverts. Les cercueils contenaient de nombreux éléments précieux comme de l'or, de l'argent et des perles de cristal. L'image en bronze de Padmapani a été retrouvée avec l'un des cercueils. L'inscription sur le cercueil était en écriture Devanagari qui indique l'année entre le IXe et le Xe siècle de notre ère.

## Galerie

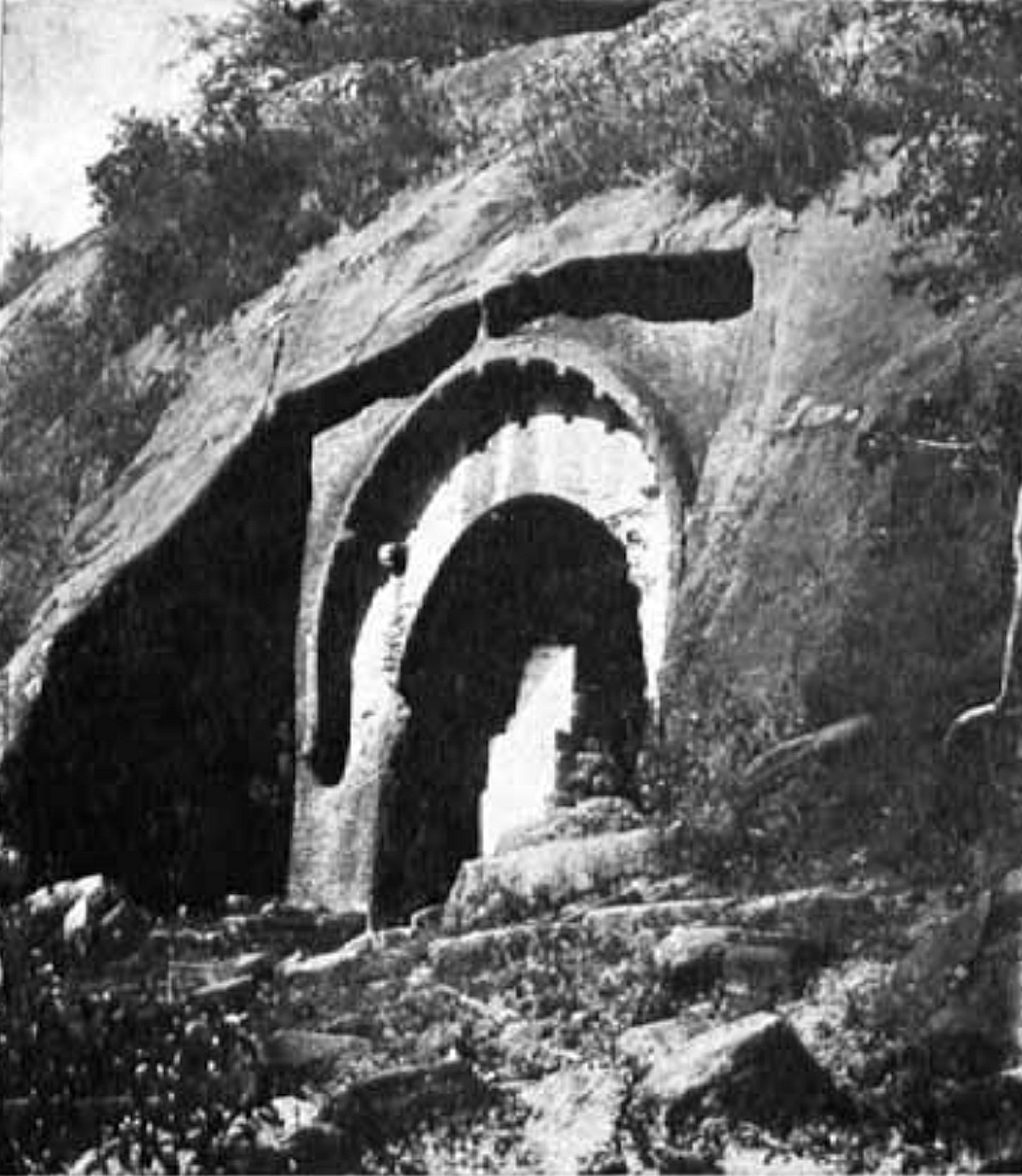
Grotte de Guntupalli
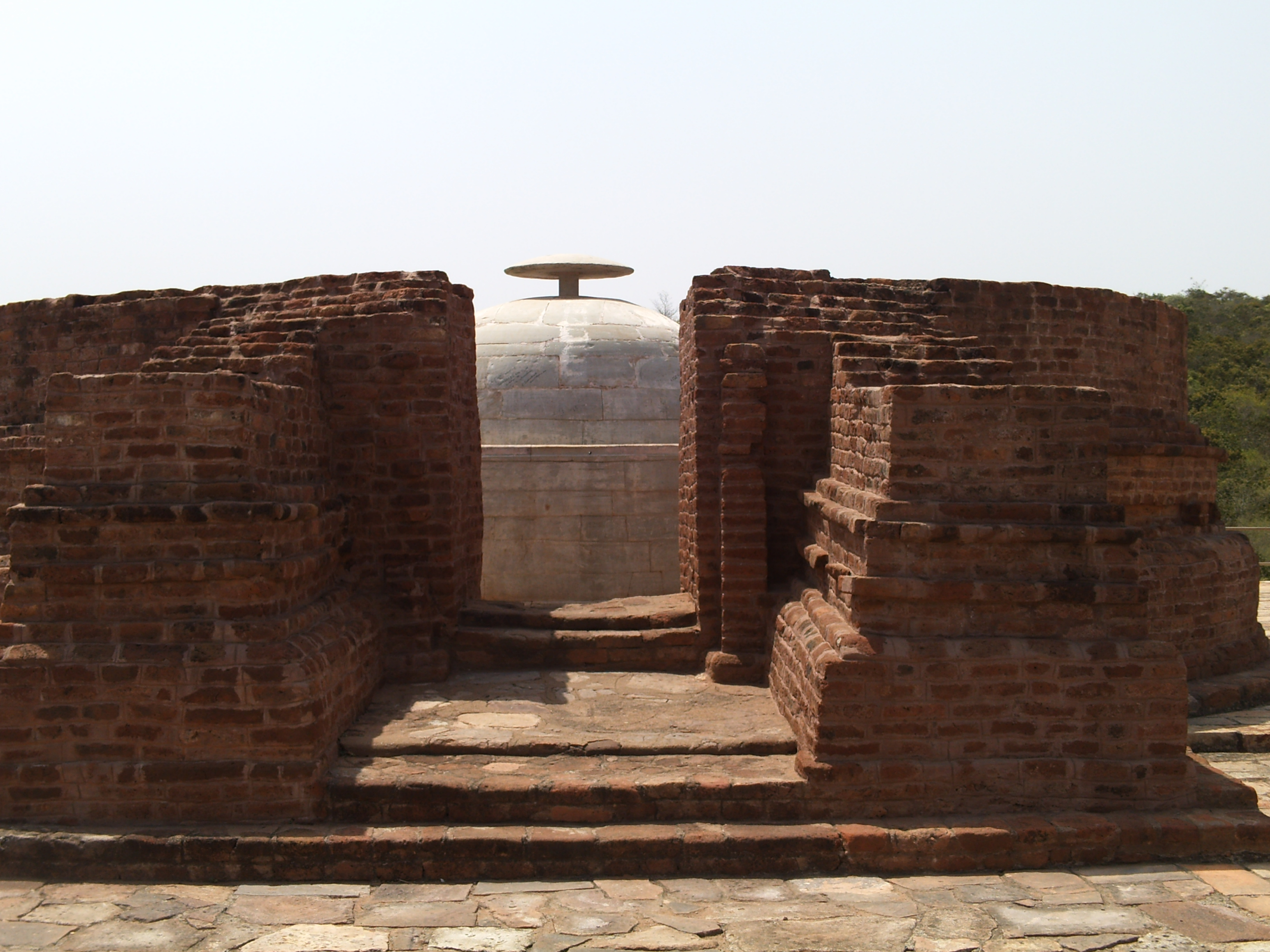
Le stupa à l'intérieur de son bâtiment
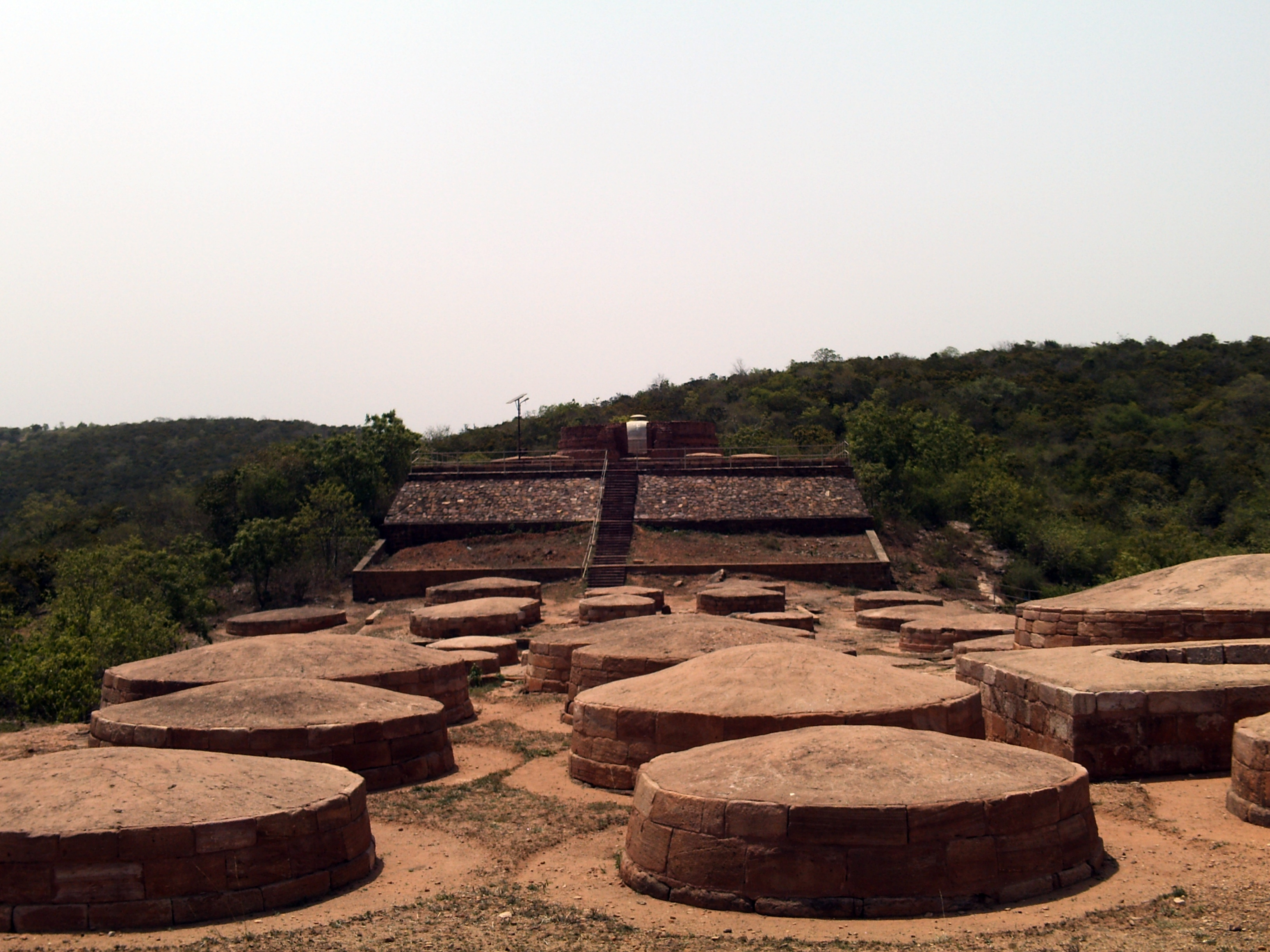
Le stupa reste sous le stupa principal
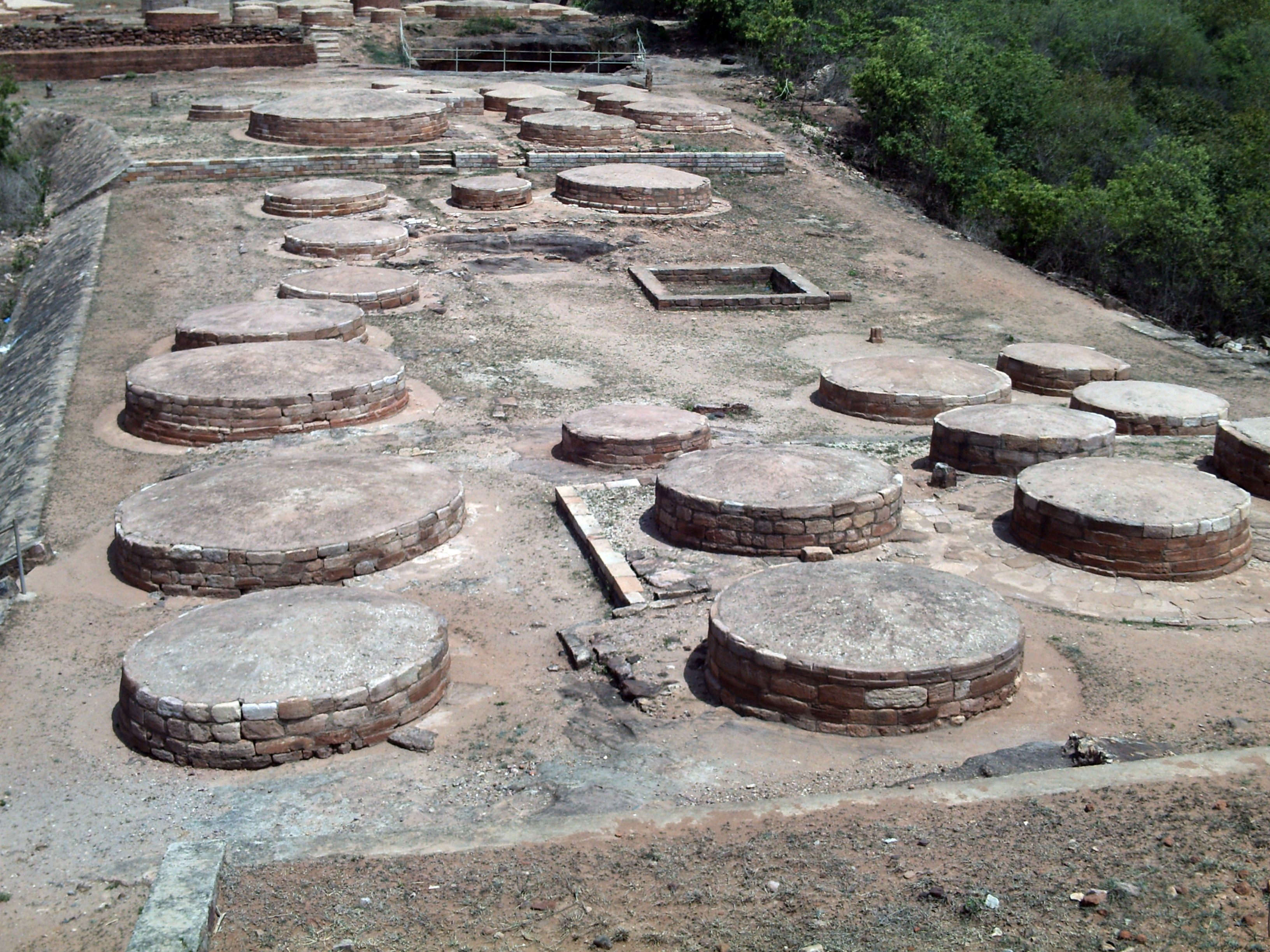
Stupas
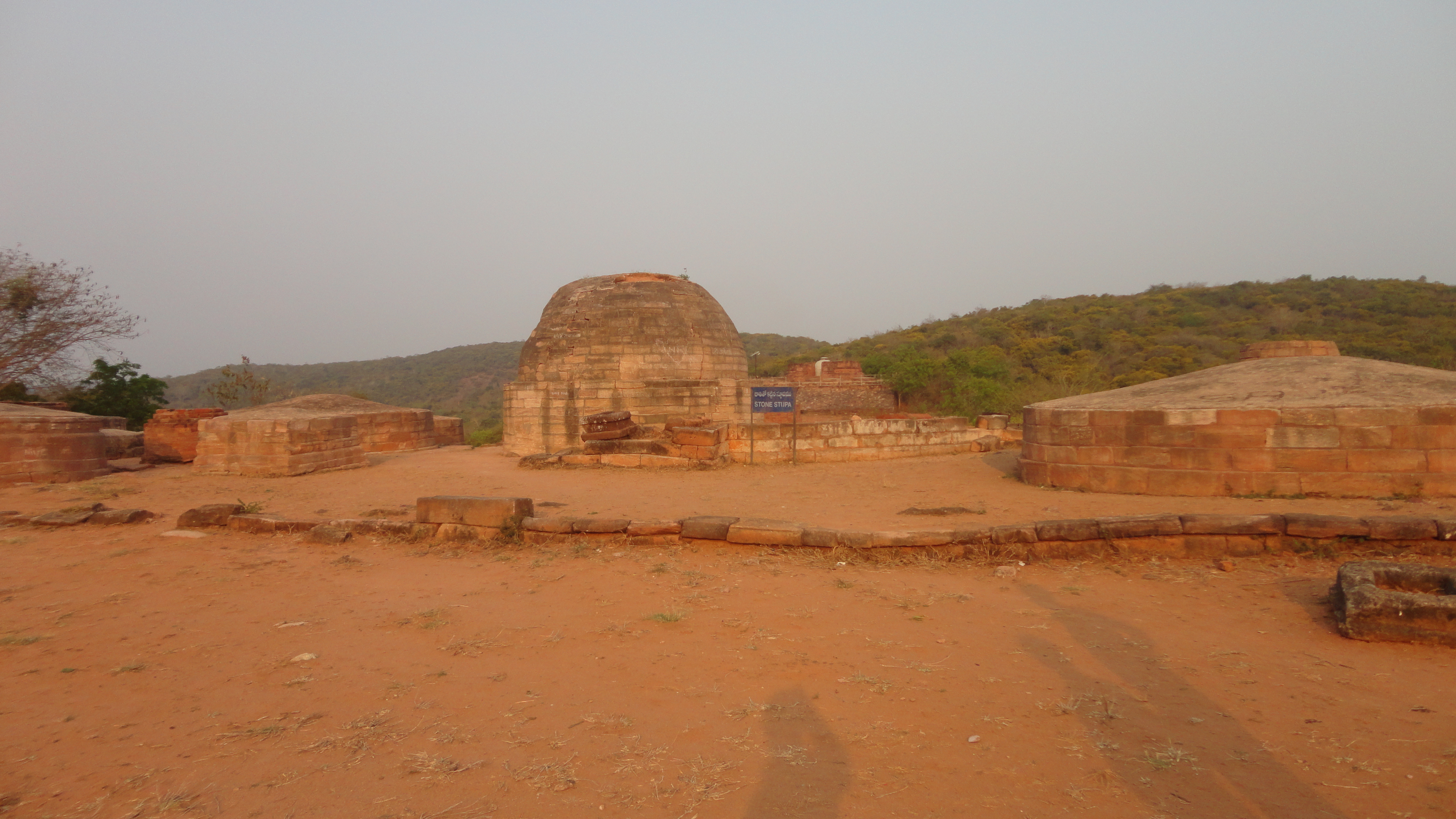
Stupas
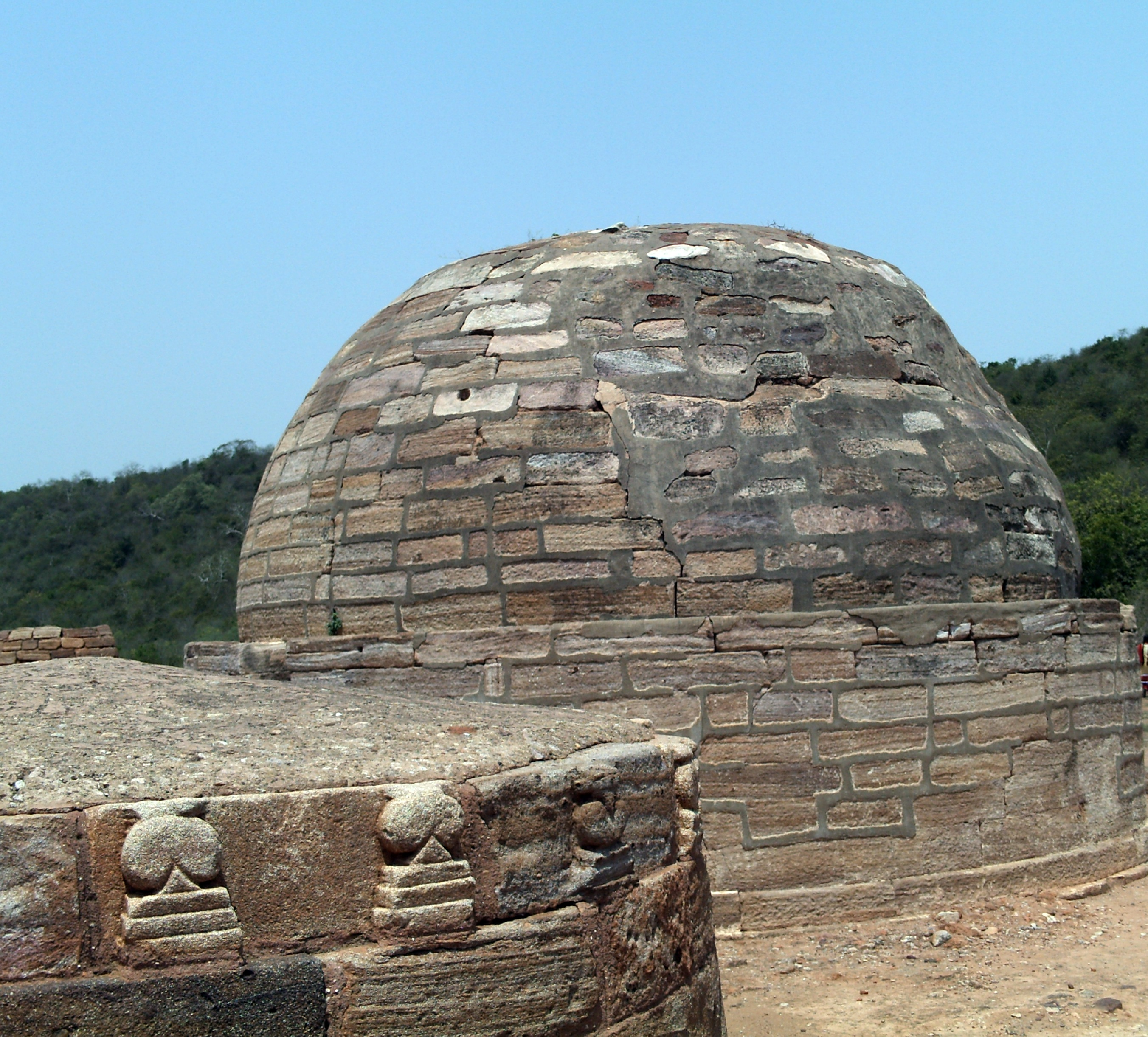

## Remarques
1. ↑  Tourism Department, « Guntupalli Caves », Tourism Department, Hyderabad, Andhra Pradesh, India (consulté le 29 novembre 2013)
2. 1 2 3  D. C. Ahir, Buddhist Sites and Shrines in India : History, Art, and Architecture, Delhi, 1., 2003 (ISBN 8170307740), p. 30
3. ↑  Michell, 368; ASI
4. ↑  ASI; Michell, 368